# Tommaso Malvito
Tommaso Malvito, o Malvico (Como, seconda metà del XV secolo – Napoli ?, ca 1508), è stato uno scultore e architetto italiano.

## Biografia e opere
Della sua vita si sa poco: fu allievo di Pietro di Martino da Milano, nella cui bottega (organizzata come un'impresa collettiva) imparò fin da piccolo l'arte della scultura.
Dal 1476 al 1483, fu a Marsiglia, dove collaborò come allievo di Pietro di Martino, ma sotto la direzione di un altro maestro, l'architetto Francesco Laurana, impegnato quest'ultimo nella realizzazione dell'Arco di Castelnuovo.

Il primo documento che testimonia una sua attività autonoma è del 1484. Infatti, dal 1484 al 1508 operò nella sua bottega in Napoli, insieme con il figlio Giovan Tommaso Malvito. Stipulò il suo primo contratto con le monache del Convento di San Sebastiano, di fronte alla Chiesa di Santa Chiara. Dal 1490 al 1491 ebbe come socio Lorenzo da Pietrasanta. Tra il 1490 e il 1491 risulta operare a Fondi, dove su commissione del conte Onorato II Caetani realizza per la collegiata di S. Maria Assunta i portali marmorei della facciata, una coppia di pulpiti e un tabernacolo. Alla sua bottega è attribuibile un portalino nel convento di S. Francesco di Minturno, ristrutturato sempre in quegli anni dallo stesso Onorato II. 
Tra i monumenti funebri eseguiti su commissione della nobiltà napoletana dal Malvito citiamo quelli del barone Antonio D'Alessandro e della consorte Maddalena Riccio (1491), di cui rimane una parte nella chiesa di Sant'Anna dei Lombardi (Santa Maria di Monteoliveto), e il bell'altare in altorilievo marmoreo di San Girolamo nella chiesa di San Domenico Maggiore, parte del monumento funebre del conte Michele Riccio (1515), di cui tuttora si legge l'epitaffio (ubicato un tempo nella non più esistente cappella dei Riccio).
Fu questo il periodo più ricco di capolavori del Malvito, dal Succorpo del Duomo, al portale marmoreo della Casa dell'Annunziata. La sua bottega era piena di artisti di formazione e provenienza diverse, e di molti operai dei cantieri romani, confluiti a Napoli in occasione della costruzione dell'Arco di Castelnuovo e poi rimasti in loco, affascinati dalla città, dalla straordinaria ricchezza artistica del gotico e dalla munificenza dei cardinali che commissionavano le opere.

## IlSuccorpodi San Gennaro
Il capolavoro più importante e rinomato, che diede lustro internazionale alla bottega di Malvito, fu il cosiddetto Succorpo di San Gennaro, conosciuto anche come Cappella Carafa.

La Cappella del Succorpo di San Gennaro fu ordinata dal Cardinale Oliviero Carafa nel 1497 per accogliere le spoglie del Santo (traslate dal Santuario di Montevergine nel 1490 per volontà dell'Arcivescovo Alessandro Carafa, fratello di Oliviero) e fu terminata nel 1508.

La Cappella è situata sotto il presbiterio; i lavori iniziarono tra mille difficoltà nel 1497, attesa la particolare natura del sottosuolo di Napoli. La direzione dei lavori (scultorei e architettonici) fu esclusivamente di Tommaso Malvito, ma da alcuni documenti risulta che il progetto sia del Bramante.

Per l'esecuzione delle sculture marmoree, il Malvito si fece largamente affiancare dal figlio (Giovanni Tommaso) e da altri artisti dell'epoca; la statua del Card. Carafa (raffigurato in posizione inginocchiata davanti al contenitore delle ossa del Santo), tuttavia, secondo recenti studi è attribuibile non al Malvito ma a suo figlio.

## Il monumento Miroballo
La cappella Miroballo fu commissionata dal marchese Alessandro Miroballo di Bracigliano a due artisti, Jacopo della Pila e Tommaso Malvito. Il primo iniziò i lavori di decorazione della Cappella, il secondo li portò a termine.